# Ігіу (Харгіта)
Ігіу (рум. Ighiu) — село у повіті Харгіта в Румунії. Входить до складу комуни Улієш.
Село розташоване на відстані 206 км на північ від Бухареста, 44 км на південний захід від М'єркуря-Чука, 144 км на південний схід від Клуж-Напоки, 65 км на північ від Брашова.

## Населення
За даними перепису населення 2002 року у селі проживали 76 осіб, усі — угорці. Усі жителі села рідною мовою назвали угорську.